# Skøyen station
Skøyen station är en  järnvägsstation  i centrala Oslo som öppnade som 
Tyskestranden station samtidigt med Drammenbanen år 1872.
Stationen bytte namn till Bygdø år 1876 och år 1903 döptes den om till Skøien. Den har byggts om vid flera tillfällen, senast år 1998 då den fick fyra spår.
Skøyen station är Norges näst mest trafikerade. Omkring 800 tåg passerar varje dag (2018) och de flesta gör uppehåll vid stationen. Flera lokaltåg österifrån vänder i Skøyen. Sedan öppningen av Oslotunnelen styrs stationen från Oslo Sentralstasjon.
Den första stationsbyggnaden ritades i schweizerstil av arkitekt Georg Andreas Bull. När Dramnensbanen elektrifierades och fick dubbelspår flyttades stationen och 1915–1919 uppfördes en ny stationsbyggnad i tegel.
I samband med öppningen av  Gardermobanen i oktober 1998 byggdes stationen ut. Den gamla stationsbyggnaden integrerades i den nya stationen som ritades av arkitekt Arne Henriksen. 